# Alf Engers
Alfred "Alf" Robert Engers, né le 1er juin 1940 à Southgate, est un coureur cycliste britannique qui a établi des records nationaux et a remporté le championnat national de contre la montre individuel de 1959.